# Mina Smallman
Wilhelmina Tokcumboh "Mina" Smallman (nascuda el 29 d'octubre de 1956) és una sacerdotessa anglicana jubilada britànica i antiga professora d'escola. Va servir com a ardiaca de Southend a la diòcesi de Chelmsford des de setembre de 2013 fins a la seva jubilació el desembre de 2016. Va ser la primera dona ardiaca de l'Església d'Anglaterra d'origen ètnic negre i minoritari.

## Vida primerenca
Smallman va néixer el 29 d'octubre de 1956 a Middlesex. La seva mare Catherine era d'ascendència escocesa i el seu pare Bill era d'herència nigeriana.

## Trajectòria

### Ensenyament
Smallman va estudiar teatre, anglès i veu a la Central School of Speech and Drama, i es va graduar amb una llicenciatura en educació (BEd) el 1988. Després va treballar com a professora de teatre durant quinze anys. El 2005, va ser subdirectora del John Kelly Girls' Technology College.

### Ordenament ministerial
Smallman es va formar per a l'ordenació al curs de formació ministerial del Tàmesi Nord. Durant la seva formació, també va estudiar teologia contextual a la Universitat de Middlesex, i es va graduar amb una llicenciatura en arts (BA) el 2006.
Va ser ordenada a l'Església d'Anglaterra com a diaca el 2006 i com a sacerdot el 2007. Després de curaries a Harrow i Stanmore, va ser Vicari de l'equip a Barking des de 2010 fins al seu nomenament d'Ardiaca.
El juny de 2013, es va anunciar que Smallman seria el proper ardiaca de Southend. El 16 de setembre de 2013, va ser instal·lada com a ardiaca durant un servei a la catedral de Chelmsford. Es va jubilar el 31 de desembre de 2016.
El 2021 va ser escollida pel programa Today de BBC Radio 4 per ser una de les set editores convidades durant el període de Nadal.

## Vida personal
Smallman va tenir tres filles. Des de 1992, està casada amb Christopher.
Els cossos de dues de les filles de Smallman, Nicole Smallman i Bibaa Henry, van ser descoberts, apunyalades a mort, a Fryent Country Park, Brent, el 7 de juny de 2020. Mina Smallman sosté que la policia no va fer prou per trobar les germanes desaparegudes des del principi i sosté que hi havia un element racista en això. Es va iniciar una investigació per assassinat. El 2 de juliol de 2020, Danyal Hussein va ser acusat d'assassinar per Smallman i Henry. Va ser declarat culpable el 6 de juliol de 2021 i condemnat a cadena perpètua amb un termini mínim de trenta-cinc anys.
Smallman sosté que la majoria de policies són persones increïbles que fan una feina increïble, però hi ha una minoria misògina influent i hem de treballar per superar-ho.

## Honors
Smallman es va incloure a la llista de les 100 dones de la BBC per al 2021, que homenatja les dones més inspiradores i influents d'arreu del món. L'any 2021, la BBC es va preocupar de destacar les dones que estan fent "reiniciar": dones que estan reinventant la nostra societat, la nostra cultura i el nostre món. Smallman va ser reconeguda per la ser pionera com a primera dona ardiaca de l'Església d'Anglaterra d'origen negre o de minories ètniques, i per la seva campanya per fer els carrers del Regne Unit més segurs i per reformar la policia. Això després de l'assassinat de les seves filles Nicole Smallman i Bibaa Henry l'any 2020.